# Бармыш

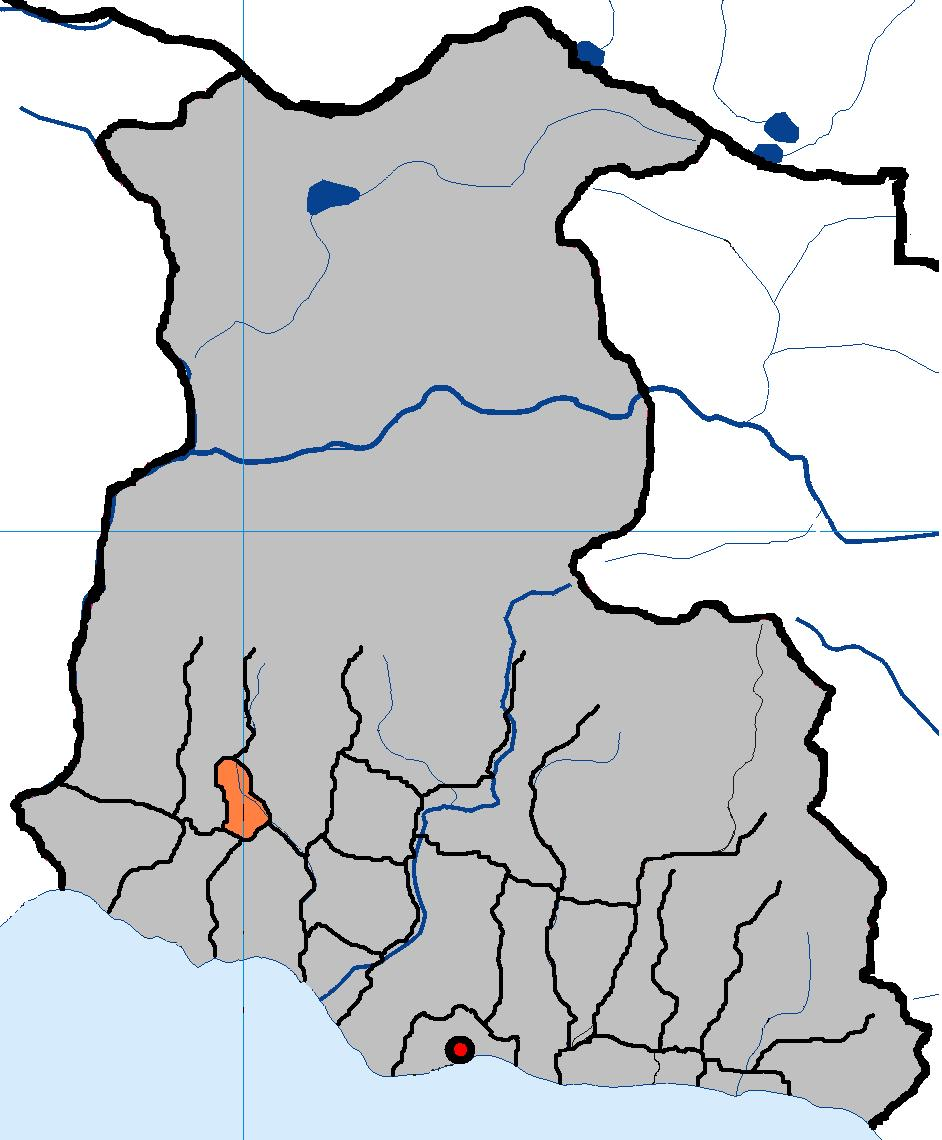
Расположение села Бармыш

Ба́рмыш (абх. Бармышь; груз. ბარმიში) — село в Абхазии, в Гудаутском районе частично признанной Республики Абхазия, согласно административному делению Грузии — в Гудаутском муниципалитете Абхазской Автономной Республики. Расположено к северо-западу от райцентра Гудаута в равнинно-предгорной полосе у подножья Бзыбского хребта.
В административном отношении село является административным центром Бармышской сельской администрации (абх. Бармышь ақыҭа ахадара), в прошлом Бармышского сельсовета. По территории села проходит основное шоссе Абхазии. На территории села расположено Мчиштинское (Чернореченское) форелевое хозяйство.

## Границы
На севере границей Бармыша служит Бзыбский хребет, на востоке Бармыш граничит с селом Джирхуа по реке Мчишта, на юге — с селом Мгудзырхуа и посёлком Шлара, на западе — с селом Блабырхуа.

## Население
По данным переписи 1959 года в селе Бармыш жило 355 человек, в основном абхазы (в Бармышском сельсовете в целом — 748 человек, также в основном абхазы). По данным переписи 1989 года население Бармышского сельсовета составило 584 человека, в том числе села Бармыш — 297 человек, в основном абхазы. По данным переписи 2011 года численность населения сельского поселения (сельской администрации) Бармыш составила 390 жителей, из них 99,7 % — абхазы (389 человек) и 0,3 % — русские (1 человек).
По данным переписи населения 1886 года в селении Бармыш проживало православных христиан — 662 чел., мусульман-суннитов — 22 чел. По сословному делению в Бармыше имелось 7 князей, 3 дворянина и 674 крестьянина. Представителей православного духовенства и «городских» сословий в Бармыше не проживало.
| Год переписи | Число жителей | Этнический состав            |
| ------------ | ------------- | ---------------------------- |
| 1886         | 684           | абхазы 100 %                 |
| 1926         | 483           | абхазы 98,6 %; русские 0,8 % |
| 1959         | 748           | абхазы (нет точных данных)   |
| 1989         | 584           | абхазы (нет точных данных)   |
| 2011         | 390           | абхазы (99,7 %)              |

## Историческое деление
Село Бармыш исторически подразделяется на 2 посёлка:
- Ажхахара (Аджхахара)
- Мазихуа